# Si Fulano fuese Mengano
Si Fulano fuese Mengano es una película española de comedia musical estrenada el 12 de agosto de 1971, dirigida por Mariano Ozores y protagonizada en los papeles principales por Peret, Antonio Ozores, José Luis López Vázquez, Florinda Chico y Helga Liné.
El título de la película hace referencia a la canción "Si Fulano..." del propio Peret grabada también en 1971.

## Sinopsis
Raúl Arévalo es un famoso cantante millonario, mujeriego, déspota y cruel que lleva una vida frenética de fiestas y despilfarro, pero empieza a sufrir algunas amenazas de muerte y secuestro por parte de sus enemigos. Esto le lleva a contratar no solo a un guardaespaldas sino también a Miguel García un humilde y honrado trabajador que se le parece como una gota de agua, para que se haga pasar por él.

## Reparto
- Peret como	Raúl Arévalo / Miguel García.
- Antonio Ozores como Escalante.
- José Luis López Vázquez como Evaristo Rebollo.
- Marisa Medina
- Pepe Rubio como Luis Miralles.
- Florinda Chico como Antonia.
- Gracita Morales como Cleo.
- José Sazatornil
- Helga Liné como Sara.
- María de los Ángeles Hortelano como Isabel.
- María Kosty como Laurita.
- Betsabé Ruiz como Lola.
- Goyo Lebrero como Jardinero.
- Mariano Ozores Francés como Fidel.
- Álvaro de Luna como Amigo de Miguel.
- Erasmo Pascual
- Beni Deus como Capataz.